# Исфаханский базар

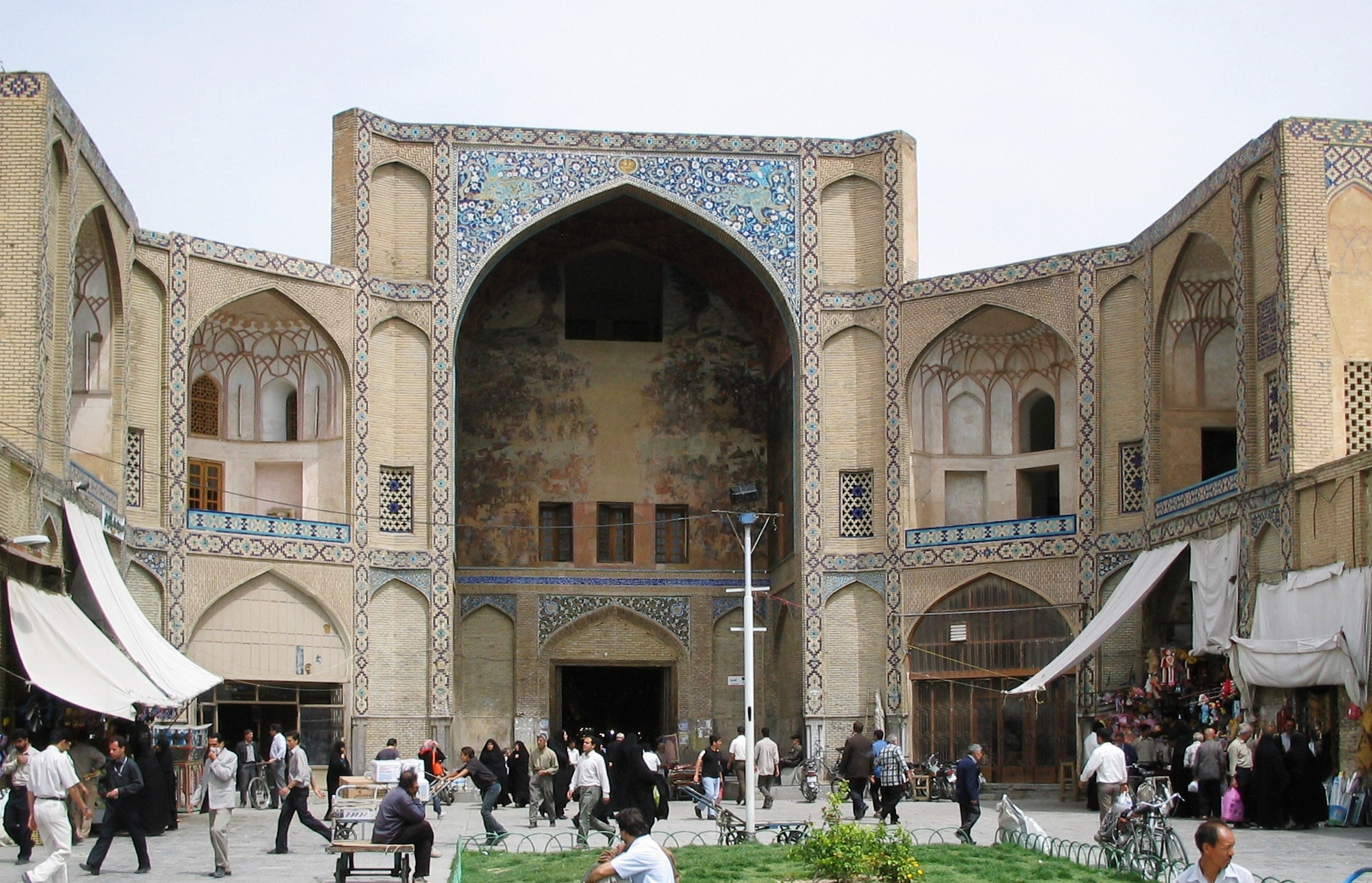
Один из входов в базар

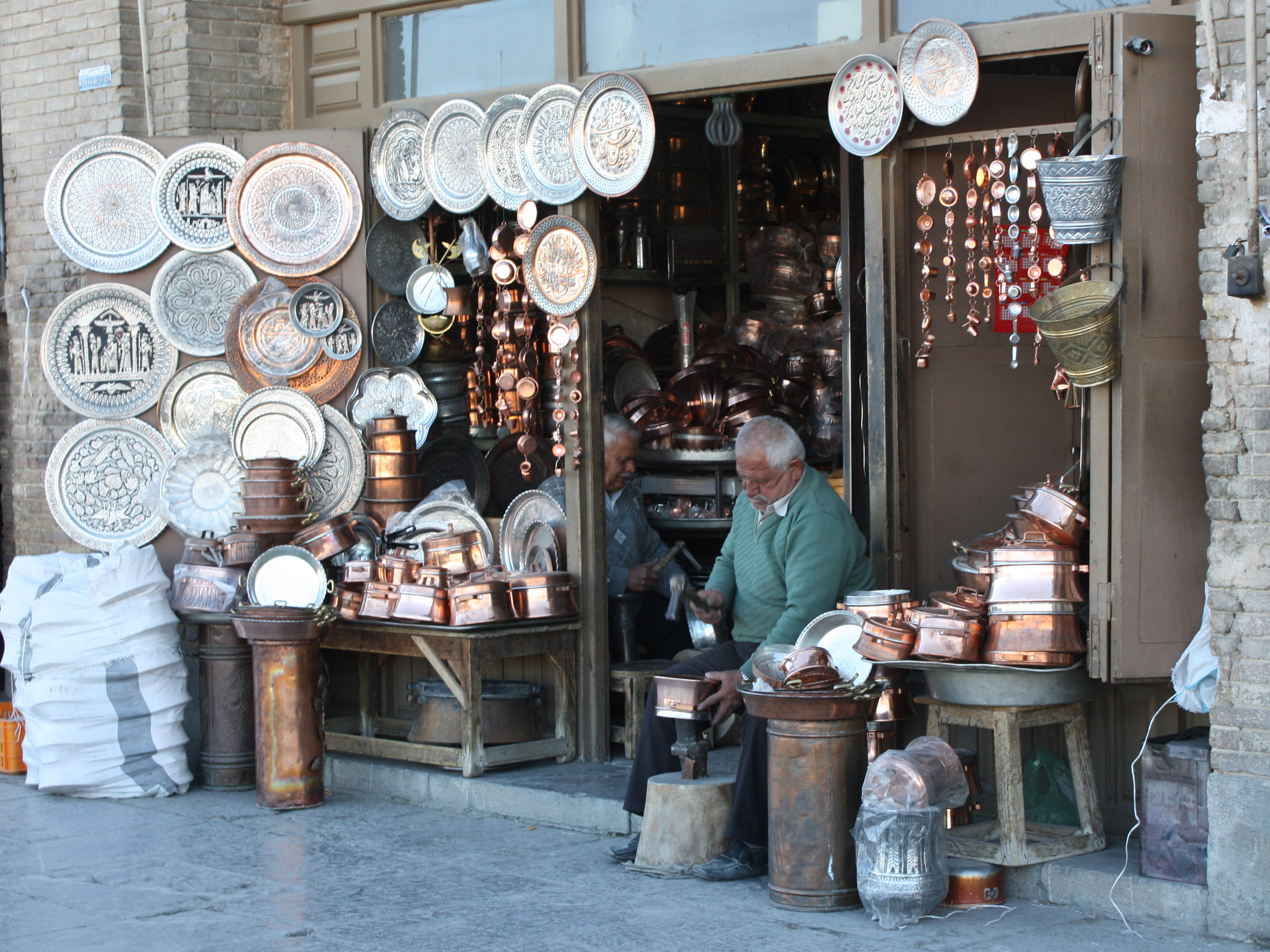
Одновременные производство и продажа изделий ручной работы из меди

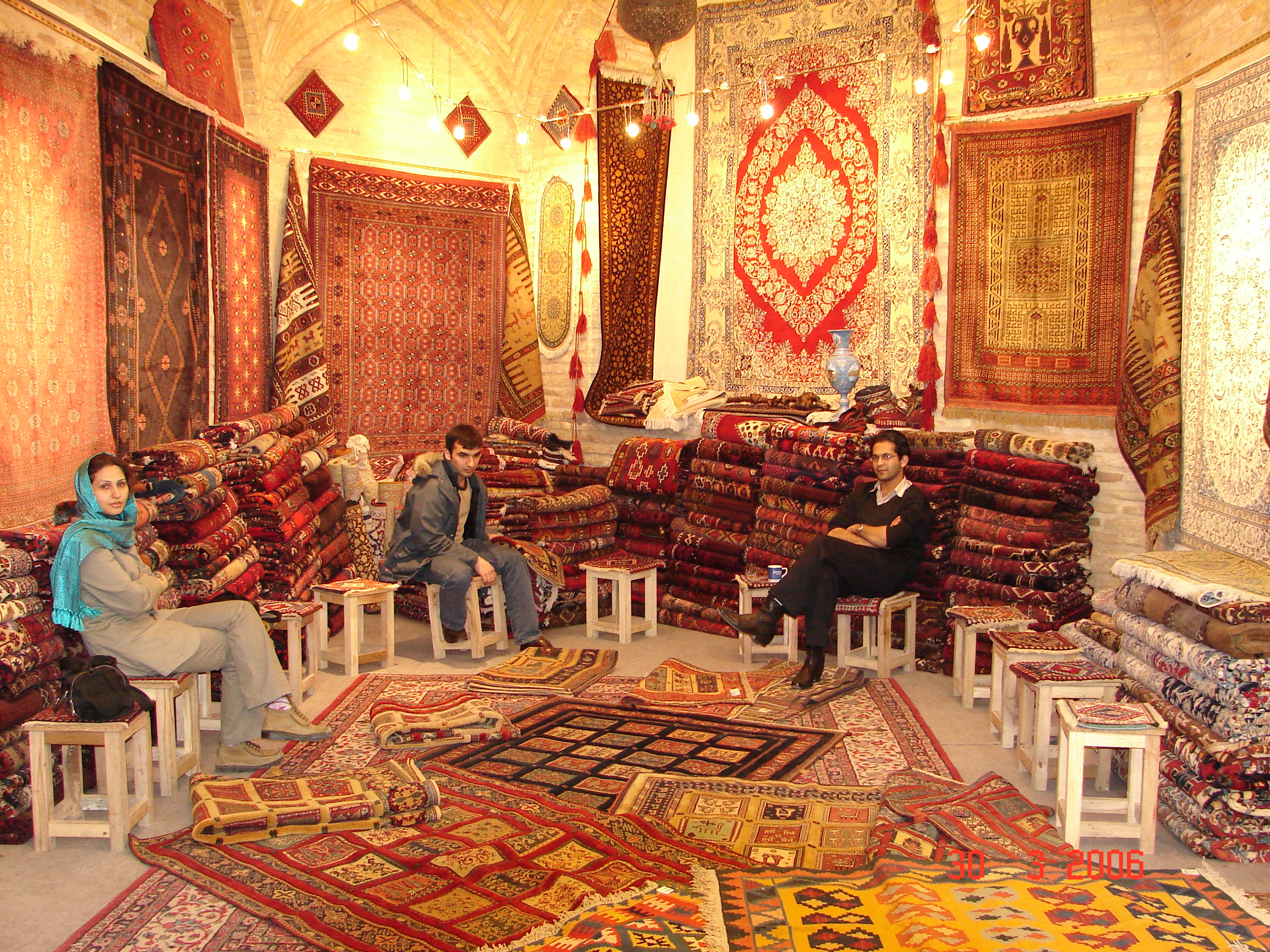
Магазин ковров на Гранд базаре

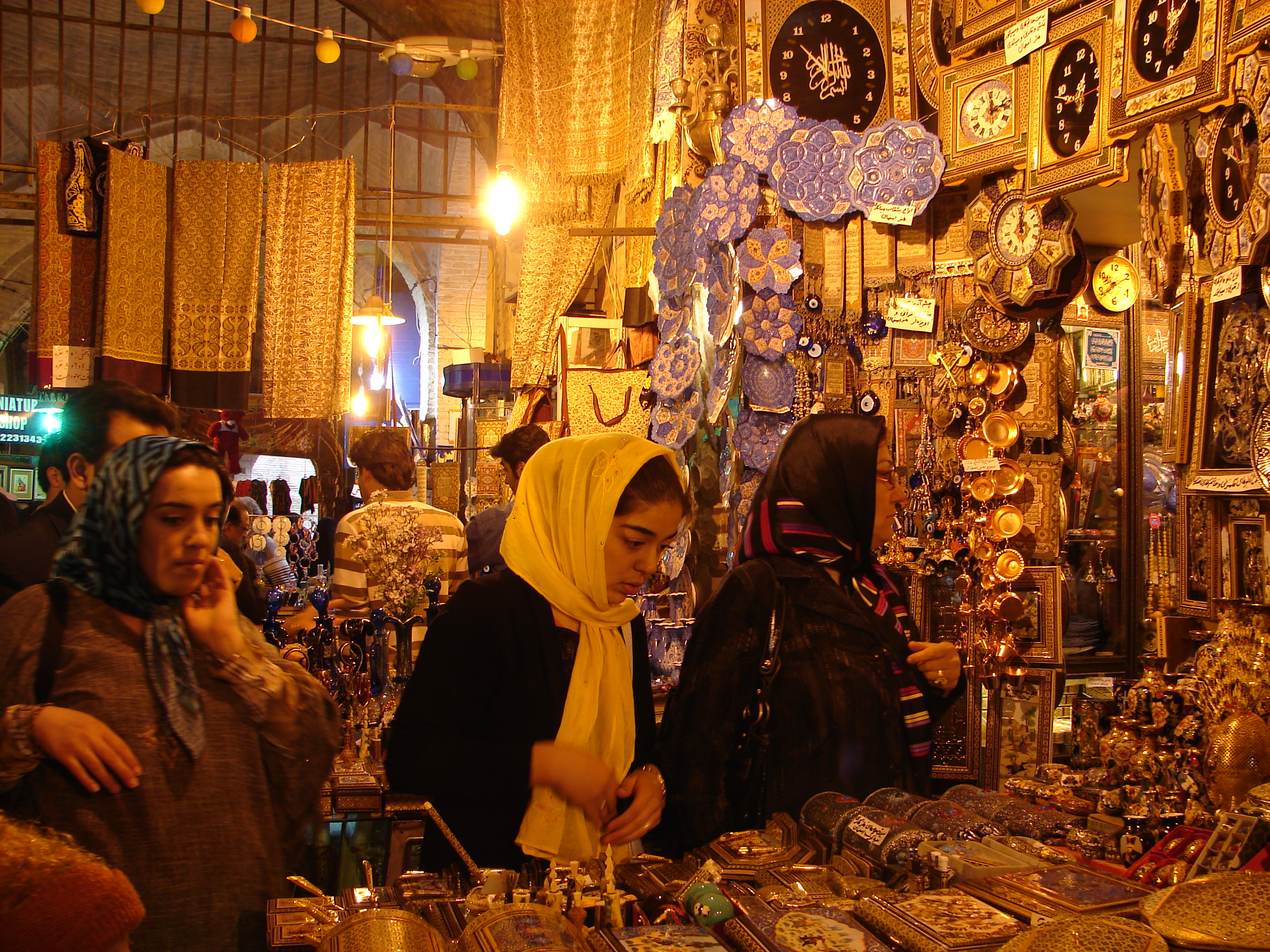
Покупатели на Большом базаре

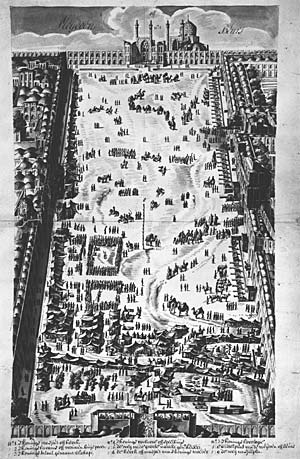
Исфаханский базар в 1703 г.

Исфаханский базар (перс. بازار اصفهان‎) — исторический базар в Исфахане, Иран. Один из старейших и крупнейших базаров на Ближнем Востоке, первые упоминания которого относятся к периодам правления династий Сельджукидов и Сефевидов. Самый длинный крытый базар в мире. Представляет собой двухкилометровую улицу, связывающую старый город с новым.
Базар был разрушен несколько раз, современная конструкция базара почти полностью относится к XVII веку.

## История нового базара
В 1590 году шах Аббас решил перенести столицу своего государства в Исфахан. Для придания шика и блеска новой столице Аббас дал приказ полностью перепланировать Исфахан. Важнейшей целью этого проекта было построить центральную площадь, которая будет предоставлять шаху всю необходимую инфраструктуру, своего рода «дворцовую площадь». Эти идеи вылились в проект площади Накш-е Джехан.
В 1602 году была начата работа над площадью: был отстроен одноэтажный фасад арок и портиков. Через несколько больших и малых ворот люди могли войти на площадь и в базарный комплекс за ней. Далее был построен верхний этаж (перс. بالاخانه‎), в котором находились магазины ремесленников. Изначально площадь окружало около 200 магазинов. Оригинальный пол был сделан из мрамора, добавленные позже элементы пола состояли преимущественно из расписной плитки и камня.
Главной целью базара на площади Накш-е Джехан было обслуживать потребности шаха и его двора, поэтому Исфаханский базар по старинке называют Шахским.

## Современный статус
Базар по-прежнему является коммерческим центром Исфахана, не последнюю роль в этом играет его местоположение. Со временем базар был значительно расширен: он окружен множеством общественных торговых площадок, которые формально не являются частью исторического комплекса базара. Помимо ремесленных лавок и магазинов на базаре также имеются бани, кафе и рестораны. Можно выделить три крупных коммерческих комплекса розничной торговли на базаре Исфахана:
1. Текстильный сектор — от ткани до готовой продукции;
2. Пищевые продукты и специи;
3. Домашняя утварь.

За последние полвека значительная часть оптовой импортно-экспортной торговли переместилась в другие части города, часть даже переехала в Тегеран. Некоторые современные магазины вытеснили традиционные за пределы площади.
Базар приобрел новую коммерческую функцию: роль туристического объекта. Это привело к увеличению количества магазинов и небольшому изменению их политики: некоторые лавки производят продукцию, фактически ориентированную на туристов. В этих условиях мастерские народных ремесел выжили только по той причине, что основными их покупателями также являются туристы (калямкари, хатемкари, минакари, калямзани и т. д.).

## Устройство базара
Комплекс исфаханского базара состоит из нескольких зданий базаров. Главным базаром считается базар Кейсарие (перс. قیصریه‎), расположенный напротив мечети Имама. Те, что меньше остальных базаров по размеру, называются «базарче» (перс. بازارچه‎). Внутри больших базаров находятся караван-сараи (перс. کاروانسرا‎) и их более маленькие версии. Сарай является независимым сооружением и имеет, как правило, внутренний двор со сводчатыми коридорами. Все они взаимосвязаны с крытыми улицами базара (перс. راسته‎) и проходами (перс. دالان‎). Раньше сараи использовались для разгрузки товаров, привезённых на верблюдах, ослах и мулах, там же останавливались торговцы. Теперь новые товары привозят на грузовиках.
Для освещения внутреннего пространства базара архитекторы спроектировали специальные куполообразные перекрёстки (перс. چهارسوق‎) в тех местах, где большие торговые улицы пересекались. В каждом куполе есть отверстие, пропускающее в каменное здание солнечный свет. На территории базара есть купольные подвалы без окон и большие залы, наполовину находящиеся под землёй, куда свет не проникает. Исследователи считают, что в этих местах были складские помещения. После появления в Иране электричества ремесленники смогли работать в них, увеличив таким образом количество лавок и мастерских на территории базара.
Многие части базара украшены фресками и украшениями из расписной плитки — четырёхугольной или шестиугольной. Ворота Кейсарии были богато украшены плиткой, а над воротами были росписи, изображающие охоту шаха Аббаса. Внутри самого базара своды были украшены арабесками, некоторые из которых сохранились до наших дней.